# Emília Erichsen
Emília Erichsen, nascida Emília Brasiliana de Faria e Albuquerque (Engenho da Piedade, 17 de novembro de 1817 — Palmeira, 28 de setembro de 1907) foi uma professora e educadora brasileira, conhecida pela maioria dos historiadores especialistas em educação como a fundadora do primeiro jardim de infância do Brasil. Nasceu na Capitania de Pernambuco, mais precisamente no Engenho da Piedade, hoje município de Jaboatão dos Guararapes, próximo ao Recife, capital do estado.
Aos 23 anos, no final de 1840, teria conhecido Conrad Erichsen, um comandante de navio dinamarquês. Casaram-se e foram morar na Europa. Na Alemanha, Emília teria visitado os jardins de infância, onde conhecera a metodologia Froebel, utilizada nessas escolas de educação infantil que estavam sendo implantadas na Europa. Era irmã de Balbina Henriqueta, esposa de José Antônio Pimenta Bueno, futuro marquês de São Vicente, que se tornou braço direito de Pedro II.
Em 11 de outubro de 1846, o brigue Æolus, de propriedade de seu marido, Conrad Erichsen, foi destruído por um ciclone em Havana. Após ter sofrido de depressão por haver perdido o navio e alguns amigos, Conrad Erichsen  supostamente teria sido nomeado para auxiliar no planejamento da implantação da Colônia Assunguy, atual município de Cerro Azul. Em 1856, a família se mudou para Castro, onde, no ano seguinte, Emília prestou concurso para o ensino público. Atuou como professora da Província do Paraná até 1862, quando faleceu Conrad Erichsen. Nesse ano, Emília fundou o primeiro jardim de infância do Brasil, utilizando a metodologia Froebel, que teria conhecido na Europa. Em 1880, o imperador D. Pedro II visitou esse jardim de infância, sendo que fora recebido por Emília Erichsen, e escreveu sobre a visita em seu diário. Como professora em Castro, ensinava francês, inglês, artes e culinária para moças de famílias mais abastadas. Foi pioneira na utilização de salas mistas, isto é, moças e rapazes numa mesma sala de aula. Mudou-se para Palmeira em 1900, onde faleceu no dia 28 de setembro de 1907, aos 89 anos, dois meses antes de completar 90 anos.

## Infância e educação
Filha de Marianna Carolina e José Manuel de Faria Albuquerque, Emília Brasiliana de Faria e Albuquerque nasceu durante a Revolução Pernambucana, em Engenho da Piedade, em Pernambuco. Segundo a professora Aida Mansani Lavalle (1992, pp. 25–31), da Universidade Estadual de Ponta Grossa, Emília Erichsen viveu sua adolescência em Santos. Para lá, em 1827, se transferiu com a família e adquiriu uma instrução atenta e variada. Morou na Rua da Praia, esquina com a Rua do Sal, atuais ruas Tuiuti e José Ricardo, nesta ordem. Para tal educação, deve ter colaborado a formação de seu pai, Dr. José Manuel de Faria e Albuquerque. Era um médico brasileiro que cursou universidades na Europa em uma época de transformações sociais e políticas que vieram depois da Revolução Francesa.
A professora Lavalle classifica, ainda, que a condição social dos familiares de Emília, em Santos, era excelente, porque no Brasil recém proclamado independente, era formado por uma pequena aristocracia de fazendeiros, doutores e bacharéis, que dominava as classes sociais mais pobres. Os Faria e Albuquerque conviviam com a nobreza, com os políticos importantes, com as famílias mais ricas e tiveram contato com o que existia de melhor no que tange à formação cultural e educacional.
Teve melhores chances de estudo que uma brasileira qualquer, de sua época, porque além de adquirir os conhecimentos básicos, aprendeu diversas línguas. Conhecia cinco idiomas: o inglês, o castelhano, o francês, o italiano e o alemão.
Esse conhecimento de outros idiomas permitiu a Emília aproveitar diversas oportunidades. Eram escassos, bons livros em português, disponíveis no Brasil, no que tange ao âmbito científico. Estudou ciências como aluna de José Bonifácio de Andrada e Silva e dele ganhou seu livro de botânica, escrito em inglês, com a seguinte dedicatória: “À minha dileta aluna, Emília, a homenagem de José Bonifácio”.

## Casamento, viagem à Europa e retorno ao Brasil

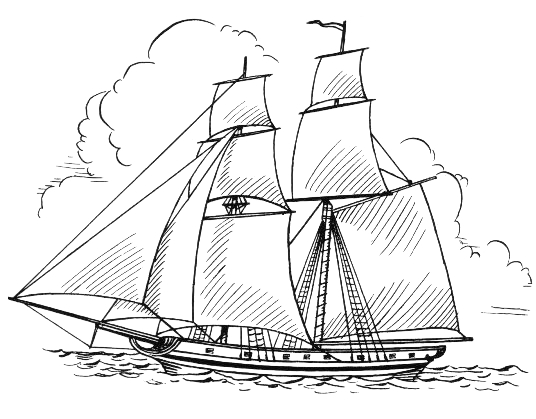
Brigue, embarcação análoga ao Æolus, cujo comandante foi Conrad Erichsen, casado com Emília Brasiliana de Faria e Albuquerque.

Segundo anotações de João Guimarães, em maio de 2018, e de Conrado Caetano Erichsen em suas “Confidências…”, Emília Erichsen era uma brasileira católica fervorosa e seu marido, Conrad Erichsen, um luterano da Dinamarca. De acordo com a professora Aida Mansani Lavalle (1992, cf. loc. cit.), em 1841, Emília de Faria e Albuquerque contraiu núpcias com o dinamarquês Conrad Erichsen, comandante do navio Æolus, e morou algum tempo na Europa, onde seu conhecimento de diversos idiomas, como já foi mencionado, possibilitou conhecer o ambiente cultural, tão diverso daquele em que conviveu até certa época.
Segundo A. M. Lavalle (1992,  cf. loc. cit.), e Luiza Pereira Dorfmund (1966, pp. 4–5), na Europa nasceram suas duas primogênitas Mariana e Nancy. Provavelmente, foi sua curiosidade de mãe que a conduziu em busca do conhecimento das ideias do educador alemão Froebel, que debatia o sistema educativo infantil em vigor com o cuidado que concedia às crianças em idade pré-escolar, em matéria de educação formal.
Voltando ao Brasil, posteriormente, morou alguns anos em Santos, onde nasceram mais cinco filhos (Conrado, Haraldo, Balbina, Caetano e Emília). O casal Erichsen passou por séria provação financeira devido à perda do navio Æolus. Foram forçados a buscar um novo modo de subsistência. A possibilidade foi a busca de um cargo público, com a apreciação do fato de Conrado Erichsen ser um europeu.

## Transferência para Castro e trajetória educacional
Conforme a professora Aida Mansani Lavalle (1992, cf. loc. cit.), a Província do Paraná, que, naquela época, já havia sido estabelecida, dispunha de alguns novos empreendimentos, no que tocante à implantação de núcleos de imigrantes estrangeiros em seu território. Um desses núcleos, Colônia Assunguy, objetivava reunir uma colônia irlandesa no Paraná e foi com um cargo no controle dessa comunidade, que Conrad Erichsen levou sua família à nova província.

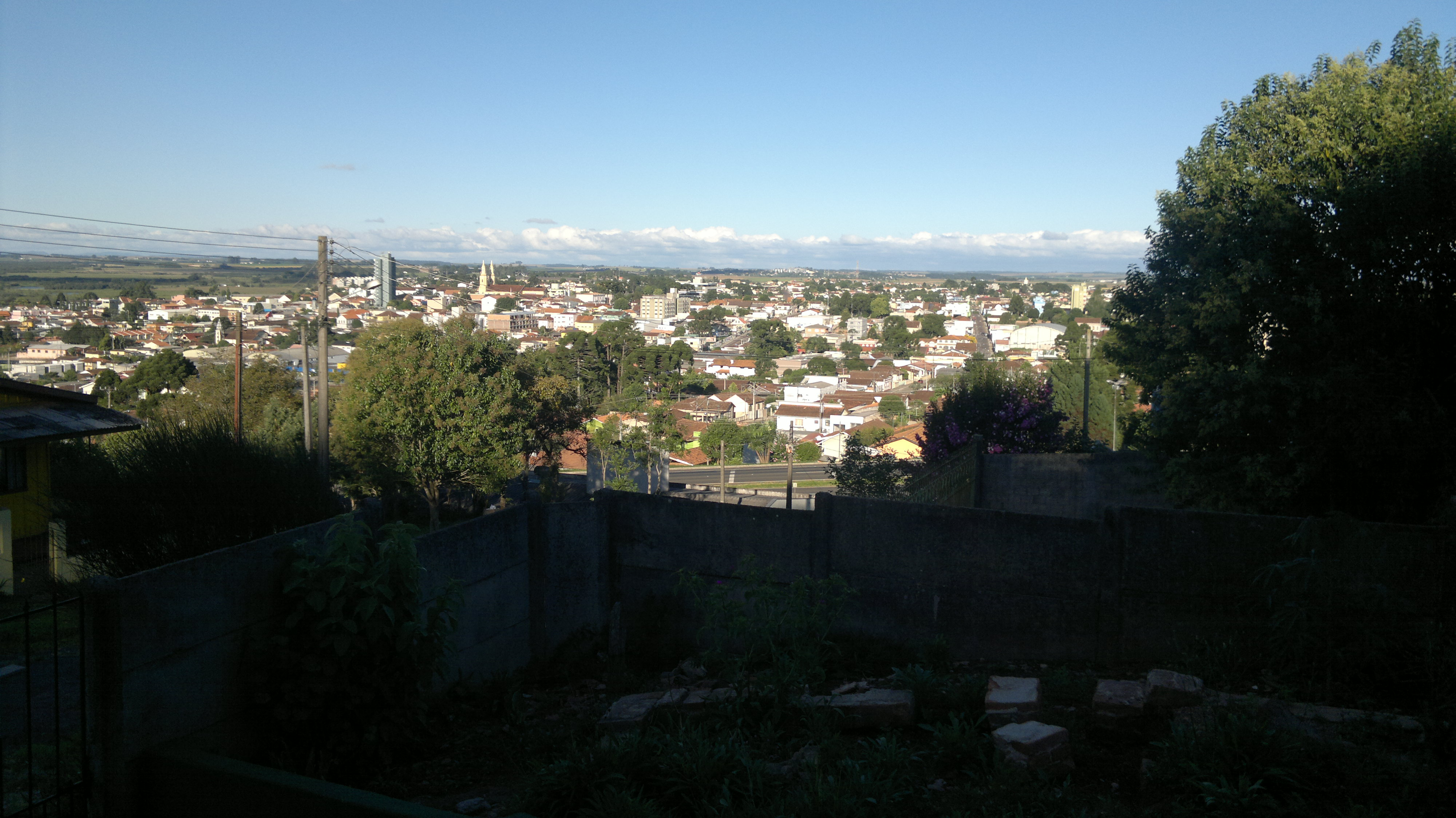
Vista panorâmica de Castro, cidade para onde a família de Emília Erichsen se transferiu em 1856.

A experiência malogrou, como demais projetos coloniais aí experimentados naquela situação. Colônias afastadas, sem estradas que conduzissem a produção para centros urbanos, ou que confortassem seus sofrimentos, essas experiências acabaram com os sonhos de imigrantes que se estabeleceram em terras da Província do Paraná em busca da prosperidade.
É possível que a carência de condições financeiras tenha conduzido a família Erichsen para Castro, porque ali não possuíam familiares ou fazendas. Era uma localidade atraente no interior do Paraná, núcleo de atividades tropeiras, com um pequeno setor terciário.
Quando começou sua profissão de professora, levou para Castro a educação individual, muito diferente da que tinham as professoras que desempenhavam funções na Província do Paraná. Sua principal contribuição foi sua cultura diferenciada e o conhecimento das ideias froebelianas, porque se Emília Erichsen não tinha educação pedagógica apropriada para a ocupação à qual se dedicou, teve possibilidade de receber um princípio necessário à sua função.

## Carreira profissional

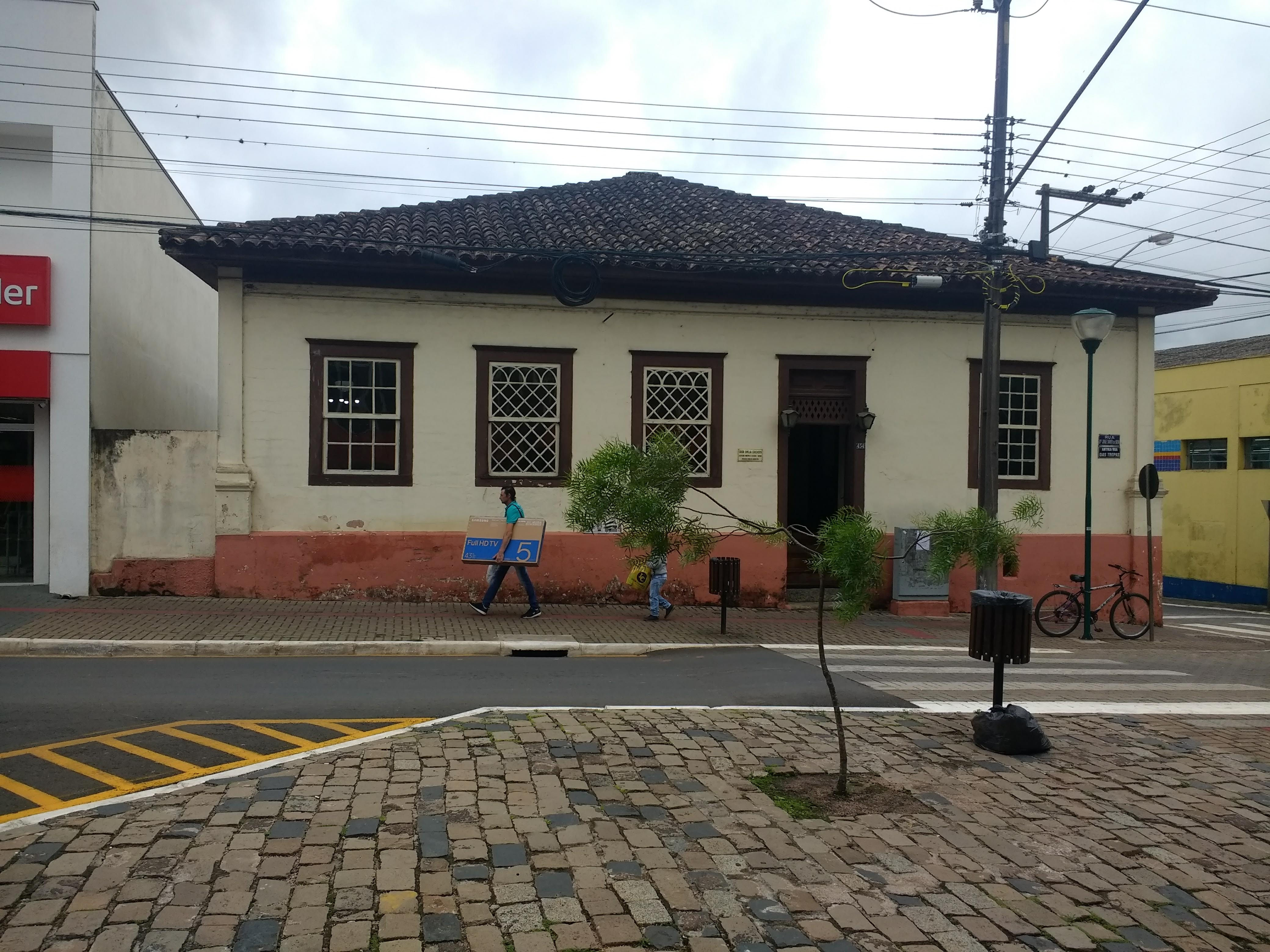
Casa da Cultura Emília Erichsen, Castro, Paraná, Brasil, local onde foi fundado o primeiro jardim de infância do país, em 1862.

De acordo com A. M. Lavalle (1992, cf. loc. cit.), a carreira de educadora de Emília Erichsen começa pouco tempo após sua chegada a Castro. Para obter uma indicação na educação pública, a possibilidade apareceu com a portaria de 26 de setembro de 1857, que fundava uma cadeira de segunda ordem para o sexo feminino, na cidade de Castro. Em 29 de setembro de 1857 foi iniciado concurso para nomeação para função de professor dessa cadeira, havendo se registrado Emília Erichsen. A avaliação dos candidatos foi feita por uma comissão dirigida por Joaquim Ignácio Silveira da Motta, o padre Damaso José Correia e o Dr. Felipe Correia Pacheco.
Nessa época, Emília Erichsen havia criado uma instituição privada de ensino, inicialmente reservada para o ensino de língua francesa, sendo suas primeiras discentes poucas jovens castrenses. Destas, as famílias conheceram a possibilidade de aumentar seus conhecimentos. Com os anos, a escola se expandiu e os conceitos ensinados igualmente, porque compreendiam literatura, história, ciências e culinária. Em 1862, no momento em que a cadeira de segunda ordem foi dissolvida, por medida econômica do governo, Emília Erichsen foi empossada da função de professora de primeiras letras, bem mal remunerada. Sem o emprego público, sem o marido que falecera em março daquele ano, caberia a Emília a missão de sustentar sua família.
A experiência e o conhecimento a levaram a continuar com sua escola privada, que também funcionava como internato, e a fundar o primeiro jardim de infância do Brasil em 1862, adotando a filosofia pregada por Froebel. Segundo Tizuko Morchida Kishimoto, o jardim de infância constituía uma escola infantil com fins educacionais, fundada por Friedrich Wilhelm August Froebel, em 1840 na Alemanha. Lembra o jardineiro que trata da planta desde pequenina para ela crescer bem, porque os primeiros anos da criança são considerados essenciais para o seu bom desenvolvimento.
Em sua instituição, conforme foi mencionado em seus relatos, Emília Erichsen suprimiu a palmatória e instituiu um sistema educacional que se opunha ao utilizado nas escolas públicas. Liberal ao extremo, punha um ao lado do outro os filhos dos proprietários rurais, que formavam a elite, com os jovens pobres e até filhos de escravos. O método de ensino também era diferente do recomendado pelas instituições políticas, e mostrava a enorme influência que recebeu de Froebel. Falta de rotina, incentivo à criatividade, cada discente preenchendo sua lacuna com desempenho próprio e incentivado pelo professor.
Em 1881 Dom Pedro II esteve visitando a cidade de Castro e deliberou a construção de uma casa de aulas (escola) para a alfabetização de crianças e adultos, e nessa ocasião conheceu Emília. Nessa etapa de atividades, com sua escola privada, teve vários alunos que posteriormente se sobressaíram como políticos, o que contribuiu para a disseminação de seu trabalho inovador no magistério.
Uma filha sua buscou relacionar essa sua influência com importantes projetos associados à educação, em nível nacional e estadual. Isso porque convivia e debatia com homens públicos e eruditos como o Conselheiro Laurindo, o Dr. Francisco Xavier da Silva, José Francisco da Rocha e Doutor Vicente Machado. Este último, no ano de 1904, no comando do governo estadual, criou a primeira pré-escola pública baseada nos métodos froebelianos, no Paraná. No ano de 1911, no momento em que Emília Erichsen já havia morrido, Xavier da Silva concedeu o nome da educadora ao jardim de infância, servindo de exemplo para o ensino fundamental no Paraná.

## Falecimento de Conrad Erichsen, últimos anos e morte
Dai-lhe flores que bem as mereceuOriginal (em português): Vieste do Norte

nos olhos profundos

Sol e palmeiras

resistência cerne

pelas praias perdidas

alongavas o olhar

embriagado de veleiros, barcos

que te arrebatassem

a terras longínquas

perdidos nas distâncias

Entrelaçados às vozes melodiosas

de teu ser predestinado

foram sementeira de espírito e

beleza.

Hoje, viemos visitar-te

neste cemitério puro onde repousas

longe do tumulto

entre o canto dos pássaros

e a beleza do signo

que sobre tua pedra pousa;

"Dai-lhe flores que bem as mereceu".

E, aqui, nós, sangue do teu sangue,

te trazemos flores

flores de reconhecimento

pelo que nos legaste

por este ansiar por horizontes

amplos

pela sede de beleza que nos transmitiste

pela grandeza com que nos estranhas.

Quando a bruma das paisagens

nórdicas

penetrou teu coração ensolarado

Vinha pleno de encantos, de magia,

sussurrante de vozes diferentes,

de sons antigos

iluminaste.

Repousa em paz

entre flores, dispersada no sangue de teus

descendentes

continuas viva,

inquietos, intranquilos,

seguem eles!

Seguem.

Seguem nos barcos que inventaste

conciliando o sol de ouro de teu berço

à bruma prateada das paisagens

nórdicas.

Repousa em paz

entre flores.— Carmen Erichsen Carneiro  (em português)
Aludindo à participação da família Erichsen em Castro, competem alguns registros. Por sua instrução e experiência, os Erichsen tiveram possibilidade de convívio social e até influência. Provavelmente certas limitações até 1862, no momento em que morreu o cabeça do casal, Conrad Erichsen, adepto do protestantismo. Em uma cidade onde a Igreja exercia enorme poder, o não ser católico acarretava absoluta desvantagem. Entretanto, Emília exercia o cargo de professora e era muito considerada pela comunidade. Por isso, chegou a superar parcialmente tais dificuldades. Após o falecimento de Conrad dá-se a "conversão" dos filhos ao catolicismo. A título de informação, transcreve-se a certidão de óbito de Conrad Erichsen, firmado pelo padre Damaso Correa, em que consta o seguinte:
Aos treze de março de mil oitocentos e sessenta e dois, nesta cidade de Castro, faleceu repentinamente de apoplexia, Conrado Erichsen, protestante, natural do reino da Dinamarca, casado com Emília de Faria Erichsen, residente nesta paróquia. Tinha de idade sessenta e dois anos mais ou menos e observou-se o que em tais circunstâncias prescreve o ritual romano. Seu cadáver jaz em um carneiro levantado no cemitério desta mesma cidade.
A família Erichsen se apresentou imediatamente à Igreja, depois da morte de Conrad. Dessa forma é que, menos de um mês após, o padre Damaso registra a seguinte informação:
Aos oito de abril de 1862, na matriz desta cidade de Castro, o reverendo Frei Matias de Gênova, com licença minha, batizou = sub conditione = por duvidar-se da validade do primeiro batismo, feito em Copenhague aos sete de agosto de 1842, e pôs os Santos Óleos à Mariana... filha legítima de Conrado... de dona Emília de Faria Erichsen... brancos: a dita Mariana declarou mui formalmente, que conquanto fosse batizada conforme o rito protestante, porque seu pai era protestante, de comunhão luterana; todavia constantemente renunciou os erros de semelhante religião e abraçou os verdadeiros princípios da Religião Católica, Apostólica Romana, única que conhecia como verdadeira, sem a qual não há salvação, seguindo assim a educação de sua mãe, que nasceu na dita Religião Católica, cujos dogmas e doutrinas sempre seguiu e respeitou: foram padrinhos o Capitão Antonio José Xavier de Faria e Albuquerque, casado, e Maria de Jesus Marcondes...
A família continuou morando em Castro. E já em 1870, além do compromisso de Emília, seu filho Dr. Conrado Caetano Erichsen começava sua profissão de advogado. Posteriormente foi admitido no magistrado e promovido ao posto de desembargador. Seu outro herdeiro, Dr. Haraldo Erichsen, era promotor público. Ambos residiam em Castro e tiveram presença ativa na vida pública municipal, como vereadores.
Em torno de 1900, já bastante idosa, Emília Erichsen mudou sua residência para Palmeira, onde moravam alguns de seus herdeiros. Morreu nessa cidade no ano de 1907, em 28 de setembro, segundo a certidão de óbito:
Registro 301, de 29 de setembro de 1907, que registrou a morte em 28 de outubro, às 10 e meia da noite, de Emília Faria Erichsen, na residência do Dr. Conrado Caetano Erichsen, em consequência de altério esclerosi (sic) com 90 anos de idade, viúva, brasileira, natural de Pernambuco, residindo há muitos anos na cidade.

## Homenagens
Em 1999 foi homenageada pela Academia de Letras dos Campos Gerais sendo a patrona da cadeira número 14.
A casa situada à rua Dr. Jorge Xavier da Silva com a rua Benjamin Constant, em Castro, foi denominada Casa da Cultura Emília Erichsen, importante espaço cultural, referência para a região dos Campos Gerais. Em 1982 a edificação foi tombada como patrimônio histórico do Paraná.
Em 1989 foi fundado em Castro o Colégio Emília Erichsen, dando origem ao Grupo Emília Erichsen. A instituição adota o Sistema Positivo de Ensino.
Cidades como Curitiba e Palmeira homenagearam suas ruas com o nome de Emília Erichsen.